# Maurício (Fußballspieler, September 1988)
Maurício (* 20. September 1988 in São Paulo; voller Name Maurício dos Santos Nascimento) ist ein brasilianischer Fußballspieler. Der Innenverteidiger steht bei Náutico Capibaribe unter Vertrag.

## Karriere
Maurício begann seine Karriere 1999 in der Jugend von Palmeiras São Paulo. 2006 rückte er von der Jugend auf und stand fortan im Kader der zweiten Mannschaft Palmeiras. Im September 2007 wurde er für drei Monate an den Clube de Regatas Brasil ausgeliehen. Nach seiner Rückkehr kam er am 1. Juni 2008 kam er beim 1:0-Sieg im Heimspiel gegen Athletico Paranaense zu seinem Debüt in der Série A. Im selben Jahr gewann er mit dem Verein die Campeonato Paulista, die Staatsmeisterschaft von São Paulo. Sein erstes Pflichtspieltor für Palmeiras erzielte er am 1. November 2009 im Ligaspiel gegen Corinthians São Paulo zum 2:2-Endstand in der 87. Minute. In den Saisons 2010 und 2011 war er als Leihspieler für Grêmio Porto Alegre, Associação Portuguesa de Desportos und den EC Vitória aktiv.
Zur Saison 2012 wechselte Maurício zum Zweitligisten Joinville EC. Am 19. Mai 2012 kam er bei der 1:4-Niederlage im Heimspiel gegen Athletico Paranaense zu seinem ersten Einsatz. Insgesamt kam er auf 31 Einsätze, in denen er zwei Tore erzielte.
Im Januar 2013 wurde Maurício vom Ligakonkurrenten Sport Recife verpflichtet. Bei seinem Debüt am 25. Mai 2013 wurde er bei der 1:2-Niederlage gegen ADRC Icasa nach 64 Minuten mit der roten Karte vom Platz gestellt. Anschließend kam er nur noch in zwei Spielen zum Einsatz.
Zur Saison 2013/14 wechselte Maurício zu Sporting Lissabon in die portugiesische Primeira Liga. Bei seinem Debüt am 18. August 2013 erzielte er beim 5:1-Sieg gegen den FC Arouca gleich seinen ersten Treffer mit dem Tor zum zwischenzeitlichen 1:1 nach 30 Minuten. Nach einer erfolgreichen Saison, die der Verein auf Platz 2 beendete, spielte er in der Saison 2014/15 mit der Mannschaft in der Champions League. Maurício kam in der Gruppenphase fünfmal zum Einsatz und belegte mit seiner Mannschaft schließlich den dritten Platz, womit sie sich für das Sechzehntelfinale der Europa League qualifizierte.
In der Winterpause der Saison 2014/15 wechselte Maurício zu Lazio Rom in die italienische Serie A. Er unterschrieb einen Vertrag mit einer Laufzeit bis zum 30. Juni 2019. Am 24. Januar 2015 kam er beim 3:1-Sieg im Heimspiel gegen den AC Mailand zu seinem ersten Einsatz, als er in der 69. Minute für Stefan de Vrij eingewechselt wurde.
Ende August 2016 wurde Maurício für ein Jahr an den russischen Erstligisten Spartak Moskau verliehen. Im Februar 2018 folgte eine weitere Leihe zu Legia Warschau. Im Oktober 2018 löste Maurício seinen Vertrag bei Lazio auf und ein Wechsel zu Johor Darul Ta’zim FC wurde öffentlich. Mit dem Verein wurde er dreimal malaysischer Meister. Im August 2022 kehrte er in seine Heimat zurück. Hier schloss er sich dem Zweitligisten Náutico Capibaribe an.

## Erfolge
Palmeiras São Paulo
- Staatsmeister von São Paulo: 2008

Spartak Moskau
- Russischer Meister: 2017

Lazio Rom
- Italienischer Supercupsieger: 2017

Johor Darul Ta’zim FC
- Malaysischer Meister: 2019, 2020, 2021
- Malaysischer Supercup-Sieger: 2021